# Mușchiul extensor al degetului mic

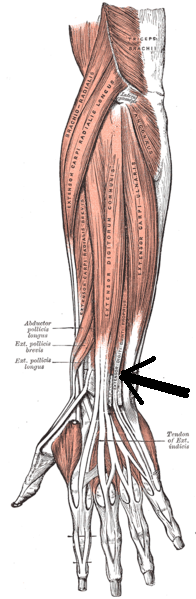
Mușchiul extensor al degetului mic (săgeata)

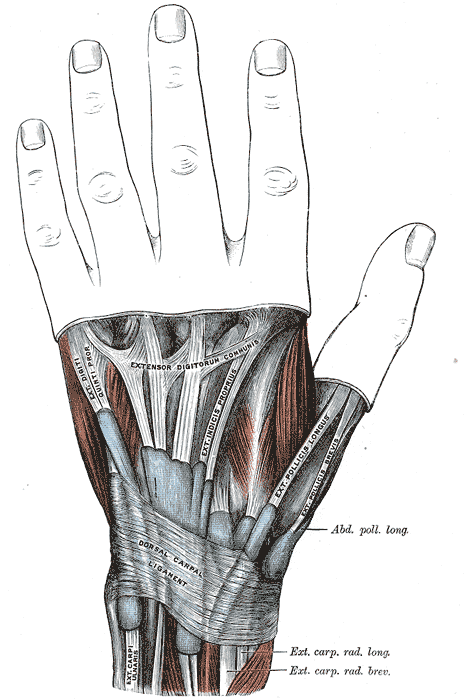
Fața posterioară a mâinii

Mușchiul extensor al degetului mic (Musculus extensor digiti minimi) sau mușchiul extensor propriu al degetului mic (Musculus extensor digiti quinti proprius) este un mușchi lung fusiform așezat pe fața posterioară a antebrațului. Face parte din mușchii planului superficial. Se află lateral față de mușchiul extensor ulnar al carpului și medial de mușchiul extensor al degetelor și este fuzionat adesea cu acesta.

## Inserții
Are originea pe epicondilul lateral al humerusului (Epicondylus lateralis humeri), pe fascia antebrahială (Fascia antebrachii) și pe septurile intermusculare fibroase care îl separă de mușchii vecini.
Corpul muscular se continuă în jos cu un tendon lung, care trece pe sub retinaculul extensorilor (Retinaculum musculorum extensorum) printr-o culisă specială, apoi merge de-a lungul celui de-al V-lea metacarpian 
Distal de retinaculul extensorilor tendonul său se împarte în două tendoane, apoi se unește cu tendonul mușchiului extensor al degetelor care merge pentru degetul mic și se inserează împreună cu acesta pe fețele dorsale ale bazelor falangelor II și III ale degetului mic.

## Raporturi
Se află imediat sub piele, medial de mușchiul extensor al degetelor (Musculus extensor digitorum) și lateral față de mușchiul extensor ulnar al carpului (Musculus extensor carpi ulnaris).
Raporturile sale profunde sunt identice cu ale mușchiului extensor al degetelor, acoperind mușchii planului profund ai antebrațului. 
Tendonul său trece printr-un șanț situat pe fața posterioară a capului ulnei.

## Acțiune
Este extensor al degetului mic, extinzând falanga a III-a a degetului mic pe a II-a, a II-a falangă pe I și I falangă pe mână.
Contribuie și la extensia mâinii.

## Inervația
Inervația este asigurată de nervul antebrahial interosos posterior (Nervus interosseus antebrachii posterior), o ramură profundă a nervului radial (neuromer C7- C8).

## Vascularizația
Vascularizația este asigurată de artera interosoasă posterioară (Arteria interossea posterior) și artera recurentă radială (Arteria recurrens radialis).